# Asa Guevara
Asa Guevara (né le 20 décembre 1995 à Chaguanas) est un athlète trinidadien, spécialiste du 400 m.

## Biographie
Son record personnel est de 45 s 26 obtenu à Houston, le 13 mai 2018.
Il remporte la médaille d’or lors du 4 x 400 m des Relais mondiaux 2019 à Yokohama.